# 博落迴白粉菌
博落迴白粉菌（学名：Erysiphe macleayae）是属于白粉菌目白粉菌科白粉菌属的一种真菌，寄生在罂粟科植物上。该种分布于中国等地。